# Spacewalker (episodio de Los 100)
«Caminante espacial»  —título original en inglés: «Spacewalker» es el octavo episodio de la segunda temporada de la serie de televisión estadounidense de ciencia ficción y drama Los 100. El episodio fue escrito por Bruce Miller y dirigido por John F. Showalter. Fue estrenado el 17 de diciembre de 2014 en Estados Unidos por la cadena The CW.
Camp Jaha se pregunta qué hacer con Finn, mientras los flashbacks muestran su relación y la de Raven en el Arca. Este episodio marca la muerte de Finn Collins, quien es asesinado misericordiosamente por Clarke Griffin.

## Argumento
Clarke regresa al Campamento Jaha sabiendo cuál es la única manera para que los terrícolas acepten la tregua. Le informa a Abby y al resto que sólo habrá paz si entregan a Finn con los terrícolas. La tensión en el campamento Jaha es obvia por la diferencia de opiniones entre entregarlo o no. Flashbacks del Arca revelan la relación de Raven y Finn así como el motivo por el cual Finn fue encarcelado. En el campamento, Abby y Kane -quien ha regresado- estudian la posibilidad de llevar a juicio a Finn por crímenes de guerra en vez de entregarlo a los terrícolas, sin embargo esta idea es descartada cuando Finn se entrega voluntariamente para salvar a sus amigos de ser masacrados. Al final, Clarke hace un último esfuerzo para salvar a Finn; habla con Lexa para que detenga la bélica ejecución que Lincoln les había explicado previamente. Cuando Lexa se niega, Clarke pide poder despedirse de Finn lo cual le es permitido. Clarke se acerca, besa a Finn entre lágrimas diciéndole que también lo ama. Lo abraza y diciendo que todo estará bien lo apuñala en el estómago para darle una muerte piadosa.

## Elenco
- Eliza Taylor como Clarke Griffin.
- Paige Turco como Abigail Griffin.
- Thomas McDonell como Finn Collins.
- Bob Morley como Bellamy Blake.
- Marie Avgeropoulos como Octavia Blake.
- Devon Bostick como Jasper Jordan.
- Lindsey Morgan como Raven Reyes.
- Ricky Whittle como Lincoln.
- Christopher Larkin como Monty Green.
- Isaiah Washington como Theloneus Jaha.
- Henry Ian Cusick como Marcus Kane.

## Curiosidades
- El título del episodio es una referencia al apodo de Finn, "Spacewalker".
- El episodio fue el final de mitad de temporada de la segunda temporada.
- El episodio presenta flashbacks de Raven y Finn.
- La escena de la muerte de Finn Collins fue la escena más difícil de filmar para Eliza Taylor.

## Recepción
En Estados Unidos, Spacewalker fue visto por 1.40 millones de espectadores, de acuerdo con Tv by the Numbers.

### Recepción crítica
Caroline Preece escribió para Den of Geek: "La forma en que el programa ha tratado a Finn y su aparente trasplante de personalidad entre las temporadas uno y dos no ha sido universalmente popular entre los fanáticos, pero, para mí, ha funcionado maravillosamente. Es una de esas tramas que es más un medio para un fin que algo grandioso en sí mismo, ya que ahora es la muerte de Finn y, lo que es más importante, las circunstancias que rodearon su muerte, que continuarán durante el resto del espectáculo".
"La decisión de centrarse en los flashbacks en la relación de Finn y Raven fue buena, ya que ambos completaron algunas lagunas sobre la personalidad de Finn y también reintrodujeron la idea de que Raven lamentaría su pérdida posiblemente más que nadie. Algo me dice que ella y Clarke no hablarán por un tiempo".
"Entonces, una vez más, la serie muestra de qué está hecha, lo que demuestra que es el verdadero negocio y tal vez uno de los mejores programas de ciencia ficción actualmente en el aire. Finn no era el personaje más querido ni era el más interesante, pero era una parte vital del ADN del programa, y su pérdida se sentirá profundamente cuando regresemos para la segunda mitad de la temporada. Descansa el paz, Caminante espacial".
Carla Day calificó el episodio para TV Fanatic con una puntuación perfecta de 5/5 y agregó: "Este episodio es demasiado brillante para arruinarlo al ser mimado. Te perderás el viaje de quién, cómo y por qué la persona fue asesinada".
"Tan triste como estoy de que Finn murió, me afectó más la forma en que se produjo su muerte que su muerte real. Me gustó Finn y lo extrañaré, aunque en el momento de su muerte, mi enfoque estaba en lo que la decisión de Clarke significará para ella, la relación de Clarke con su propia gente y la posible alianza entre los Arkers y los Grounders".
"Aunque sabía que alguien iba a morir antes de comenzar a ver Spacewalker, seguía esperando un giro realista que salvaría la vida de Finn. Después de todo en Los 100,  todo es posible". "En general, esta fue una hora desgarradora de televisión y una de las mejores que he visto. Los 100 se ha posicionado durante la primera temporada y media para ser una serie donde todo es posible. El ritmo, los giros y las vueltas del episodio, y la esperanza tras la esperanza de una resolución positiva me engañaron haciéndome creer que era posible salvar a Finn cuando en realidad nunca fue realmente probable".